# Tadżare Rud
Tadżare Rud (perski: تجره رود) – wieś w północnym Iranie, w Azerbejdżanie Wschodnim. W 2006 roku miejscowość liczyła 109 mieszkańców w 26 rodzinach.